# Леснар, Рена
Ре́на Марлетт Ле́снар (англ. Rena Marlette Lesnar, урождённая Грик (англ. Greek), в прошлом Меро (англ. Mero); род. 8 августа 1967, Джексонвилл, Флорида) — американская модель, актриса и бывшая рестлерша. Прославилась благодаря выступлениям в федерации рестлинга WWF (позже переименованную в WWE) под именем Сэйбл.
Дебютировав в WWE, Меро стала одной из самых первых «Див». Меро была весьма популярна, а также стала второй чемпионкой среди женщин, после восстановления этого титула. Став хилом, Меро покинула компанию, а также подала иск к WWE, обвинив промоушен в сексуальных домогательствах и плохих условиях для работы.
В 2003 году вернулась в WWE, где параллельно участвовала в двух сюжетах: с Торри Уилсон и с Винсом Макмэном, после чего закончила карьеру рестлерши, чтобы уделять больше времени семье. Сэйбл трижды снялась для обложки Playboy, а также играла в кино и сериалах.

## Ранние годы
Рена Грик родилась в Джэксонвилле, Флорида. В юности, она была активной девушкой, занимаясь гимнастикой, верховой ездой и софтболом. Выиграв свой первый конкурс красоты, в возрасте двенадцати лет, Грик начала модельную карьеру в 1990 году, сотрудничая с такими брендами, как L'Oréal, Pepsi и Guess.

## Карьера в рестлинге

### World Wrestling Federation

#### Дебют и вражда с Марком Меро (1996—1998)
Свое первое появление в WWF, Рена Меро совершила в марте 1996 года, в рамках шоу «Рестлмания XII» под псевдонимом Сэйбл. Изначально она работала в качестве сопровождения Хантера Херст Хелмсли на ринг в поединке против вернувшегося Последнего Воина. Важным аспектом её сюжетной линии стал тот факт, что муж Сэйбл в реальной жизни — «Дикарь» Марк Меро — совершил свой дебют в WWF тем же вечером. Пребывая за кулисами, Меро стал свидетелем жестокого обращения Хелмсли с Сэйбл, напав на Хантера. Позже Сэйбл стала работать менеджером Марка Меро, а тот, в свою очередь, сменил имидж, походя на типичного байкера-головореза. Сэйбл пребывала в роли менеджера Меро вплоть до его травмы в 1997 году. В период отсутствия Меро с 1997 по 1998 год Сэйбл обрела персональную популярность среди поклонников. Вернувшись к выступлениям после травмы, Меро (ныне выступающий как «Чудесный» Марк Меро) начинает завидовать популярности Сэйбл, запрещая ей взаимодействовать с фанатами и жестоко обращается с ней. Меро и Сэйбл вступают в конфронтацию с Луной Вашон и Артистом (ранее известным, как Голдаст). Кульминацией вражды становится матч на «Рестлмании XIV», в результате которого победили Меро и Сэйбл. Сэйбл удержала Луну после «Соболиной Бомбы» (англ. SableBomb) и ТКО. Зрители в зале активно поддерживали Сэйбл, скандируя её имя. На следующем PPV «Unforgiven» в апреле 1998 года Сэйбл проиграла Луне в матче по правилам «Бой в вечерних платьях», после того, как её отвлёк Марк Меро.
После вмешательства Марка на «Unforgiven», Сэйбл вышла на ринг и вызвала Меро на бой. В отместку Сэйбл атаковала Меро, ударив его в пах и провела ему «Соболиную Бомбу». В конце концов, Сэйбл окончательно разорвала отношения с Меро, а тот, в свою очередь, представил Жаклин в качестве своего нового менеджера, что привело к вражде между женщинами. В июле 1998 года, на «Fully Loaded», Жаклин и Сэйбл столкнулись на конкурсе «бикини». Сэйбл, на обнажённой груди которой были только стикини в форме отпечатков ладоней, выиграла, получив наибольшее количество аплодисментов публики. Однако на следующем Raw Винс Макмэн аннулировал победу Сэйбл, аргументируя это отсутствием на ней бикини, и вручил трофей Жаклин. В ответ Сэйбл показала Макмэну средний палец. На SummerSlam Сэйбл и её загадочный партнёр — Эдж, новичок в компании, одержали победу в смешанном командном матче против Марка Меро и Жаклин.

#### Чемпионка среди женщин (1998—1999)

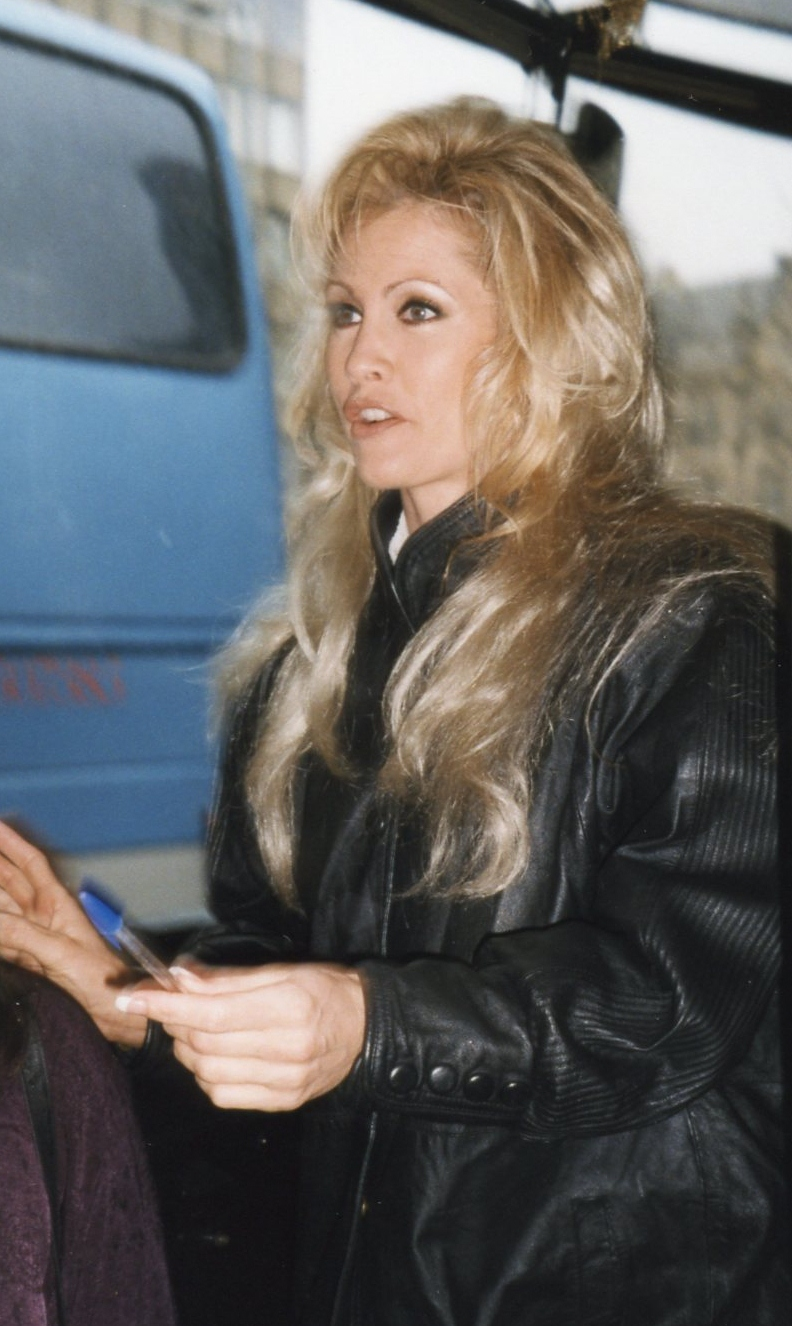
Сэйбл во время тура WWF по Британии в апреле 1998 года

На Raw от 21 сентября 1998 года, Сэйбл и Жаклин встретились в матче за восстановленное женское чемпионство. Жаклин завоевала титул, после вмешательства Марка Меро. На шоу «Survivor Series», Сэйбл стала чемпионкой среди женщин, победив Жаклин и атаковав, сопровождающего её, Марка Меро. В то же время, Рена сыграла эпизодическую роль в сериале «Полицейские на велосипедах» (англ. Pacific Blue). Затем она была вовлечена в сюжетную линию, где была вынуждена отыгрывать помощницу Винса и Шейна Макмэнов, но сюжет был прерван.
В декабре 1998 года, на Сэйбл напала злодейка в маске по имени «Леди-Паук», которой оказалась Луна Вашон. Сэйбл победила Луну в матче с ремнями на шоу «Королевская Битва», после вмешательства подсадной фанатки Сэйбл — Тори. Дебют Тори ознаменовал собой изменение персонажа Сэйбл. После «Королевской Битвы», Сэйбл стала «девушкой с обложки» апрельского выпуска Playboy 1999 года, который стал одним из самых продаваемых выпусков за всю историю журнала. В преддверии выхода номера, Сэйбл стала отрицательным персонажем, с раздутым самомнением и «звездной болезнью». Фраза: «Это для всех женщин, что хотят быть мной. И для всех мужчин, что приходят посмотреть на меня» сказанная Сэйбл на одном из еженедельников стала крылатой, а в качестве «насмешки», Сэйбл использовала танцевальное движение «Grind». Редко защищая свой титул, Сэйбл постоянно насмехалась над своей поклонницей Тори, что привело к вражде и матчу на «Рестлмании XV» за титул чемпионки. Во время боя, Николь Басс дебютировала, в качестве телохранителя Сэйбл, позволив ей защитить титул. Сэйбл, также враждовала с Луной Вашон, которая к тому моменту, стала любимицей фанатов.
Сэйбл продолжала появляться вместе с Басс, заставляя выполнять её всю «грязную работу». Сэйбл удерживала титул почти полгода, но 10 мая 1999 года, проиграла его Дебре в матче по правилам «вечерние платья». Обычно, по правилам такого вида поединков, победительницей становится та, что первая сорвет платье с соперницы, что и сделала Сэйбл. Однако, в рамках сюжетной линии, комиссионер WWF Шон Майклз, оспорил результаты матча и объявил Дебру новой чемпионкой. За кадром, Сэйбл находилась в стадии конфликта с WWF, поэтому была лишена титула. Сэйбл, также, не пользовалась популярностью среди коллег до такой степени, что, по признанию Шона Уолтмана, он неприятно разыграл Сэйбл в её последний день в компании.

### После WWF (1999—2002)
В июне 1999 года, Сэйбл уволилась из WWF и подала иск в размере 110 миллионов долларов против компании, обвиняя их в сексуальных домогательствах и небезопасных условиях для работы. Меро утверждала, что подала иск после того, как WWF предлагали ей работать «топлес». В ходе судебного процесса, Винс Макмэн подал на неё встречный иск за контроль над сценическим псевдонимом «Сэйбл». Сэйбл снизила сумму, которую она требовала в качестве «возмещения морального ущерба», в итоге, урегулировав конфликт во внесудебном порядке в августе 1999 года. В сентябрьском выпуске Playboy от 1999 года, Сэйбл появилась под своим настоящим именем. Она стала первой женщиной истории, появившейся на двух обложках журнала в один и тот же год. После ухода из WWF, Меро появилась на шоу WCW «Monday Nitro» от 14 июня 1999 года, в качестве зрителя.
За этот период времени, Меро становилась гостьей на «шоу Говарда Стерна» и вечернего шоу Конана О’Брайена. Она, также работала в качестве актрисы, появившись в сериалах «Охотники за древностями» и «Первая Волна», и в полнометражных фильмах, таких как «Спецагент Корки Романо» в роли вышибалы и «Квест Арианы». В августе 2000 года, Меро выпустила свою автобиографию под названием «Непобедимая». Она также выпускает комикс «Десятая муза», где предстает в ипостаси супергероини. В мае 2001 года, она начинает вести свою «колонку советов» на онлайн-сервисе CompuServe. 13 и 14 ноября 2001 года, она появляется на шоу рестлинг-промоушена «Xcitement» (XWF), в роли «генерального директора», однако это были её единственные появления в компании.

### Возвращение в WWE

#### Отношения с Винсом Макмэном (2003)

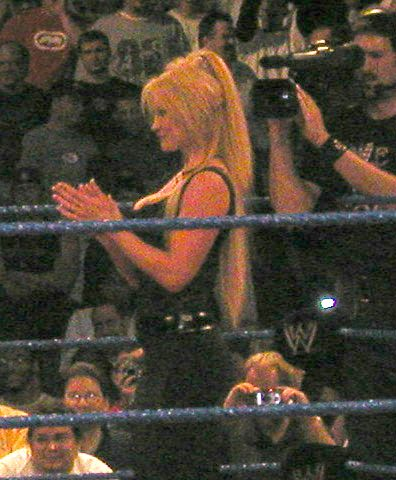
Сэйбл в 2003 году

Рена Меро совершила свое возвращение в WWF, сменившее свое название на World Wrestling Entertainment (WWE), 3 апреля 2003 года, в эпизоде SmackDown!, в своей первоначальной роли Сэйбл. Сэйбл продолжала отыгрывать роль злодейки в сюжетной линии с новой «девушкой с обложки Playboy» — Торри Уилсон, на протяжении нескольких месяцев. В процессе их истории, Сэйбл преследовала Уилсон во время её матчей, разговаривала с ней за кулисами, и, однажды, бросила её во время командного поединка, чтобы позаботиться о себе. В конце концов, Сэйбл вызвала Уилсон на соревнование в бикини, на PPV «Судный День». После того, как Сэйбл вызвала бурные аплодисменты зала, Уилсон сняла свое нижнее белье, обнажив под ним бикини ещё меньшего размера, после чего специальный приглашённый судья Тэзз, объявил Уилсон победительницей. По окончании матча, Торри Уилсон поцеловала Сэйбл, прежде чем покинуть ринг. Затем Сэйбл поссорилась с приглашённым судьёй Тэззом, облив его водой на следующем выпуске SmackDown!, в попытке отомстить за победу Уилсон.
В следующей сюжетной линии, где Сэйбл отыгрывала роль любовницы Винса Макмэна, между Сэйбл и его дочерью — Стефани, разгорелась вражда. Винс назначил Сэйбл помощницей Стефани, против воли своей дочери, что вызвало конфликт между женщинами. Между ними было несколько драк, в том числе едой и на парковке, в которой, с Сэйбл сорвали бюстгальтер, обнажив её грудь в прямом эфире, а также, в матче, где Сэйбл ударила Стефани планшетом по голове. В поединке на PPV «Vengeance», Сэйбл одержала победу над Стефани, после вмешательства её нового союзника, A-Train. На SummerSlam, Сэйбл сопровождала A-Train, в его матче против Гробовщика, который выиграл последний. После матча, Гробовщик удерживал Сэйбл, чтобы Стефани смогла атаковать её. После SummerSlam, Винс и Сэйбл сосредоточились на том, чтобы навсегда избавиться от Стефани, поэтому Винс устроил матч по правилам «Я ухожу» на «No Mercy». Во время поединка, Сэйбл ударила Стефани, и была вовлечена в потасовку с Линдой Макмэн.

#### Различные сюжетные линии (2004)
Сэйбл ненадолго стала положительным персонажем, появившись на обложке журнала Playboy (выпуск за март 2004 года), в третий раз, со своей коллегой Торри Уилсон, став первыми дивами WWE, вместе позировавшими для журнала. В этот период, Сэйбл и Торри вступили в конфронтацию с дивами бренда Raw — Стэйси Киблер и Мисс Джеки, несмотря на то, что все девушки были положительными персонажами. Два дуэта сошлись в матче на «Рестлмании XX» по правилам «поединок в вечерних платьях Playboy», однако, матч девушки начали в нижнем белье. В результате, победительницами стали Сэйбл и Торри Уилсон. Ходили слухи, что формат матча изменили, по причине того, что Сэйбл повредила грудные имплантаты во время занятий тяжелой атлетикой.
После «Рестлмании», Сэйбл снова стала злодейкой, начав вражду с Торри Уилсон. Конфликт между дивами завершился матчем на «The Great American Bash», где Сэйбл победила, обманом свернув Уилсон в удержание. В выпуске SmackDown! от 1 июля, Сэйбл потерпела поражение в матче-реванше против Торри Уилсон. Последнее появление Сэйбл в WWE, состоялось в эпизоде SmackDown! от 5 апреля 2004 года, где она, Дон Мари и Торри Уилсон, сопровождали Эдди Герреро на ринг, в его лоурайдере. 10 августа 2004 года, на официальном сайте WWE появилось сообщение, что их с Сэйбл пути разошлись, в этот раз на хорошей ноте. Позже, Леснар утверждала, что ушла из компании, так как хотела больше времени проводить с семьей.

### New Japan Pro-Wrestling (2006—2007)
Рена Леснар появилась на шоу «New Japan Pro-Wrestling» от 4 января 2006 года вместе с Броком Леснаром, в качестве специального гостя. Леснар продолжала работать в качестве сопровождения своего мужа вплоть до конца июня 2007 года. Позже, Сэйбл и Леснар покинули компанию, после того, как Леснар начал судебный процесс с WWE.

## Личная жизнь
Рена вышла замуж за Уэйна В. Ричардсона в 1987 году. У них родилась дочь по имени Мэрайя, и они оставались женатыми до тех пор, пока Ричардсон не погиб в 1991 году в аварии за рулем в нетрезвом виде. В 1993 году она встретила своего второго мужа, рестлера и бывшего боксера Марка Меро. Выйдя замуж за Меро в 1994 году. До того, как пара развелась в 2004 году, Грик начала встречаться с рестлером Броком Леснаром, с которым обручилась в том же году. Их помолвка была расторгнута в начале 2005 года, но они снова обручились в январе 2006 года и поженились 6 мая 2006 года. У них двое сыновей, которых зовут Тёрк (род. 3 июня 2009) и Дюк (род. 21 июля 2010).

## Титулы и достижения
- World Wrestling Federation
  - Женский чемпион WWF (1 раз)[41]
  - Slammy Award[42]
    - Одета, чтобы убить (1997)
    - Мисс Слэмми (1997)